# Johann Bernhard Bach (1700-1743)
Johann Bernhard Bach (24 de noviembre de 1700-12 de junio de 1743) fue un organista alemán.
Hijo de Johann Christoph Bach (1671-1721), nació en Ohrdruf, fue alumno de su tío Johann Sebastian Bach. Trabajó en Cöthen entre 1717 y 1719. En 1721 sucedió a su padre como organista en Ohrdruf.